# جورج مورتون (لاعب كرة قدم أمريكية)
جورج مورتون (بالإنجليزية: George Morton)‏ هو لاعب كرة قدم أمريكية أمريكي، (ولد في جورجيا في الولايات المتحدة 1903 – 1968 م).